# Kyle Zimmer

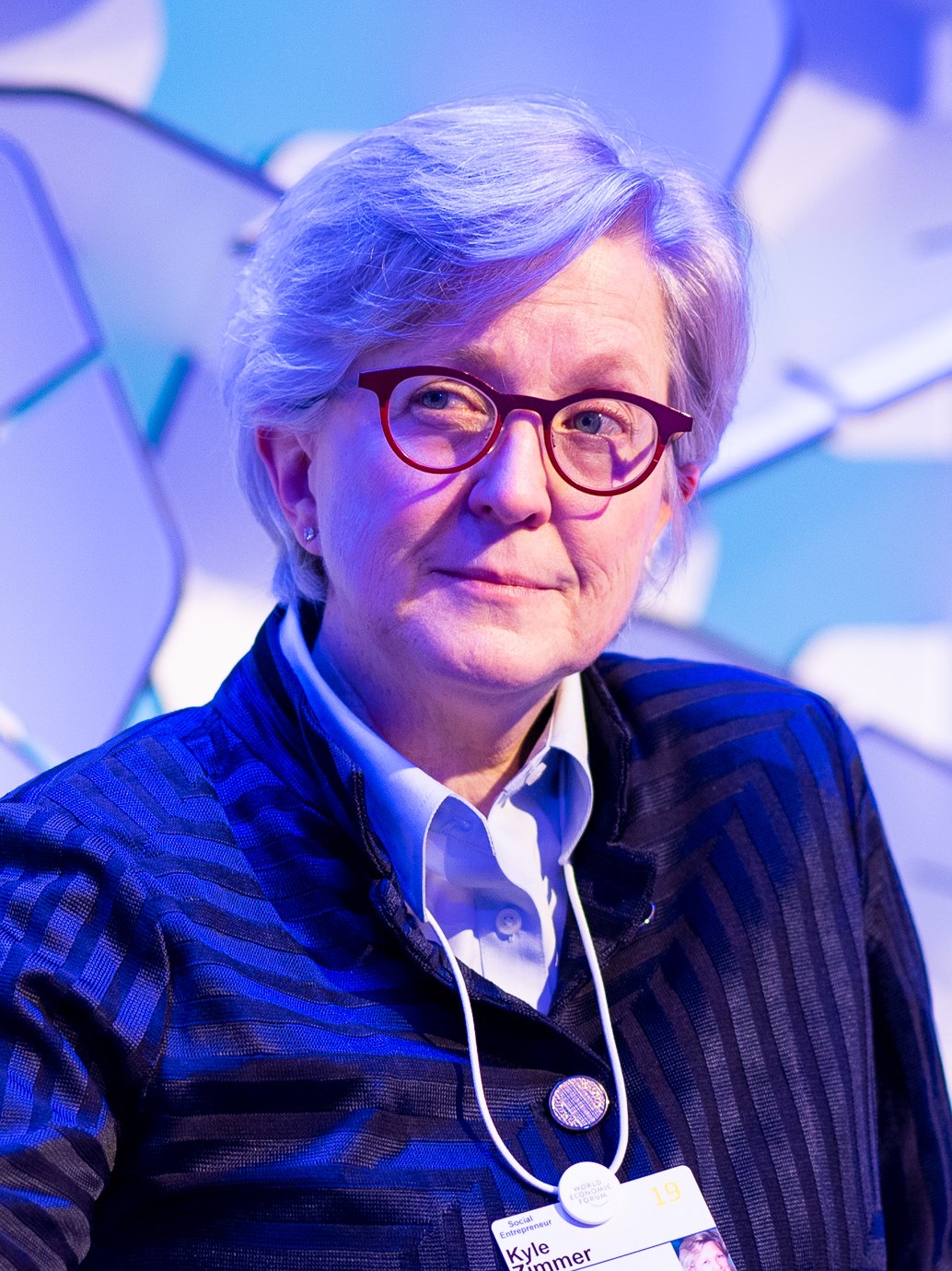
Zimmer während des WEF 2019

Kyle Zimmer ist eine Mitbegründerin von First Book, einer Non-Profit-Organisation, die Bücher an Kinder in den USA, Kanada, Mexiko und Kolumbien vermittelt.
Zimmer studierte Jura am George Washington University National Law Center. 1992 gründete Zimmer zusammen mit zwei Kollegen First Book, seit 1993 ist sie dort Vollzeitpräsident.
Sie ist Mitglied der International Board of Directors of Ashoka: Innovators for the Public sowie von Youth Venture.
Im November 2006 wurde Zimmer zum Outstanding Social Entrepreneur of the Year in the United States von der Schwab Foundation for Social Entrepreneurship ernannt und 2014 wurde sie für ihr Lebenswerk mit dem Literarian Award for Outstanding Service to the American Literary Community des National Book Award ausgezeichnet.